# Thomas Koppel
Thomas Herman Koppel (kendt som Thomas Koppel, født 27. april 1944 i Örebro, Sverige, død 25. februar 2006 i Puerto Rico) var en dansk komponist og musiker. Koppel blev født i Sverige, hvor hans forældre, den klassiske pianist og komponist Herman D. Koppel (1908-1998) og Edel Vibeke Koppel f. Clausen Bruun (1909-1976), var flygtet til under 2. verdenskrig, men han voksede op i København. Allerede som 17-årig fik Thomas opført sin opera "Historien om en Moder" på Det Kongelige Teater. Som 23-årig tog han solisteksamen fra Det Kgl. Danske Musikkonservatorium i København. I 1967 modtog han Carl Nielsen og Anne Marie Carl-Nielsen Legat. Han fik desuden Statens Kunstfonds arbejdslegat og i 1998 Statens Kunstfonds livsvarige ydelse.

## Musikken

### Savage Rose
I 1967 dannede Koppel rockgruppen Savage Rose sammen med broderen Anders Koppel og søsteren Lone Koppel, der senere blev operasangerinde. Gruppen fik sin endelige form, da tre medlemmer af bandet Dandy Swingers, Jens Rugsted (bas), Flemming Ostermann (guitar), sangerinden Annisette Hansen samt jazztrommeslageren Alex Riel kom med.
Savage Rose fik stor succes. Bandet spillede en musik, der var ny i udtrykket, med kombinationen af Annisettes særegne stemme, flygel, harmonika og leslieorgel med roterende højttalere. I de tidlige år spillede de ikke mindst i jazzmiljøet og var flere gange på turné i USA, hvor de blandt andet spillede på Newport Jazz Festival. Efter balletten Dødens Triumf var Savage Rose i efteråret 71 reduceret til en trio bestående af brødrene Koppel og Annisette og trioen lavede nogle mindeværdige indspilninger med den herboende amerikanske jazzsaxofonist Ben Webster.
Savage Rose afviste flere tilbud fra amerikanske pladeselskaber, i takt med at parret Koppel blev stadig mere engageret i samfundsforhold. I midten af 1970'erne forlod Anders Koppel gruppen, der skiftede stil.
I 1989 komponerede Thomas Koppel sangen Når lysene tændes i Parken, som blev opført af Savage Rose ved DBU's 100 årsjubilæum i Idrætsparken i 1989.
Savage Roses 25-års jubilæum i 1993 blev fejret med såvel en udsendelse på DR1 og koncert på Plænen i Tivoli. Året efter flyttede parret til USA, hvor de bosatte sig i Hollywood i de næste mange år. Her lavede de en række indspilninger, der gav et massivt comeback i Danmark med albums som Black Angel, Tameless og For Your Love.

### Opera og ballet
Koppel debuterede i 1961 som operakomponist med opsætningen af Historien om en moder efter H. C. Andersens eventyr på Det Kongelige Teater i København. Med årene begyndte han at optræde med harmonika i takt med, at han og Annisette i stigende grad engagerede sig på venstrefløjen og ville spille på gaden til demonstrationer eller på rejser rundt i hele verden.
I 1970 indgik han i et samarbejde med Det Kongelige Teaters balletchef, Flemming Flindt, om musikken til Dødens Triumf, en ballet baseret på et manuskript af Ionesco. Balletten blev opført første gang i tv i foråret 1971, og blev teatrets største balletsucces i det 20-århundrede med 150 opførelser på mindre end fire år. Både lp'en med musikken og selve balletten blev en succes uden hjemligt sidestykke.
I 1979 genopsatte Flemming Flindt Dødens Triumf i Cirkusbygningen. Allerede inden opsætningen havde Thomas Koppel modsat sig anvendelsen af hans musik ved opsætningen. Da Flemming Flindt på trods af det anvendte musikken, indledte Thomas og Annisette en demonstration foran Cirkusbygningen. Tre år efter vandt Thomas Koppel en retssag mod Flemming Flindt, cirkusdirektør Eli Benneweis og pladeselskabet Polygram for at have krænket ophavsretten. Erstatningen var 275.000 kr., som Thomas donerede til nødlidende børn. Som konsekvens af retssagen om ophavsretten, blev der nedlagt fogedforbud mod Flemming Flindts udgivelse af Thomas Koppels musik til balletten.

## Samfundsengagement
Politisk bekendte Koppel sig til Danmarks Kommunistiske Parti/Marxister-Leninister (DKP/ML). De rejste to gange til Albanien på turné og deltog også en enkelt gang i partiets præsentationsprogram i dansk tv.

### Christiania
Savage Rose var aktive i miljøet omkring Christiania og medvirkede i flere sammenhænge på Christianiapladen fra 1976. De markerede sig blandt andet med De vilde blomster gror, og Annisette var med til den afsluttende hymne, skrevet af Tom Lundén fra Bifrost og spillet af Bifrost med titlen I kan ikke slå os ihjel. Ligesom Anders Koppel blev Thomas inspireret af balkanmusik, og spillede blandt andet med darbukaspilleren Adem Ôzcan og guitaristen og sazspilleren Mehmet Ozan. Siden spillede Savage Rose sammen med Peer Frost (guitar) og John Ravn (slagtøj) og udsendte albummet Solen var også din.

### Andet arbejde
Thomas og Annisette Koppel var bosat i haveforeningen Frederikshøj, hvor der i dag er en vej, der er opkaldt efter Thomas. De blev tidligt opmærksomme på de svageste i samfundet, var fortalere for større retfærdighed og mødte op til en lang række politiske manifestationer, altid med Thomas Koppel på harmonika og Annisette med sang. Ikke mindst BZ-bevægelsen og Fristaden Christiania nød godt af deres utrættelige arbejde.[kilde mangler] I firserne arbejdede Thomas Koppel blandt andet som pædagogmedhjælper eller var på bistandshjælp.[kilde mangler]

## Ægteskab med Annisette
Annisette og Thomas dannede både musikalsk og privat et livslangt partnerskab, de blev borgerligt viet den 11. september 1999, og Annisette tog endeligt navnet Koppel. Sammen havde de døtrene Billie og Naja. Begge døtrene havde i stigende grad sunget med på Savage Roses udgivelser. Billie Koppel er senere indgået i gruppen Catbird. Naja Koppel udgav i 2008 fotobogen Til min far: Mine billeder og rejser og debuterede i 2010 med cd'en Naja Rosa, der 2012 blev fulgt op af The Place I Call Home.

## Sidste tid
Thomas Koppel var op gennem 1990'erne i stigende grad optaget af at komponere. Hans 2. symfoni blev opført i 1995 på 50-årsdagen for Danmarks befrielse. Værket i tre satser er tilegnet modstandskampen. Han komponerede ligeledes en række klassiske værker for blokfløjte, blandt andet Moonchild’s Dream (1991), Los Angeles Street Concerto (1999), der blev indspillet af Michala Petri, Lars Hannibal og Sjællands Symfoniorkester på CD'en Los Angeles Street Concerto. Udgivelsen blev tildelt P2prisen DMAKlassisk 2006.
I februar 2006, ganske kort tid inden han døde, skrev han Budskab fra Græsrødderne, et langt brev til danskerne, hovedsageligt om Danmarks krigsdeltagelse i Irak og Afghanistan og kampen mod terrorisme.
Ved sin død var Koppel bosiddende i Los Angeles, Californien, USA. Han døde, siddende ved klaveret, af et hjertestop under et ferieophold i Puerto Rico. Han er begravet på Assistens Kirkegård i København.

## Diskografi
- Med The Savage Rose (1967 - 2007) [17]
- Mass for a Case, 2004. (Teatermusik bestilt af Flemming Flindt, baseret på Franz Kafkas bog Forvandlingen.)
- Improvisationer for klaver, 2006. (optaget af Thomas Koppel i Haveforeningen Frederikshøj, Sydhavn, København, januar 2006)

Kammermusik
- Strygekvartet nr. 2 (1965)
- Nele’s Dances (1991) rec, ærkelut.

Solo med orkester
- Moonchild’s Dream – koncert for blokfløjte og orkester (1990-91)
- Los Angeles Street Concerto, (1999) sopranino rec, strygeork., celeste.

Orkester
- 2. Symfoni (1995)

Vokal med ensemble
- Phrases (1965)

Opera
- Historien om en moder (1965)

Ballet og teater
- Dødens Triumf (1971)
- Messe for et tilfælde (1994)
- Bella Vita, (1997) – musical, sammen med Annisette [18]

Film musik
- Nitten røde roser (1974) - Musik
- Hvem myrder hvem? (1978) - Musiker
- Lykken er en underlig fisk (1989) - Musik